# David Vickery
David Vickery (Reino Unido, 10 de março de 1977) é um especialista em efeitos especiais britânico. Como reconhecimento, foi nomeado ao Oscar 2012 na categoria de Melhores Efeitos Visuais por Harry Potter and the Deathly Hallows – Part 2.